# Cynortula quadrimaculata
Cynortula quadrimaculata is een hooiwagen uit de familie Cosmetidae.